# Saint-Germain-du-Corbéis
Saint-Germain-du-Corbéis è un comune francese di 3 911 abitanti situato nel dipartimento dell'Orne nella regione della Normandia.

## Società

### Evoluzione demografica
Abitanti censiti